# The Bathers
The Bathers är en skotskt popband bildad 1985 av Chris Thomson när hans tidigare grupp Friends Again lade ner. Trots en hängiven skara fans fick bandet inga större kommersiella framgångar.

## Diskografi

### Album
- 1987: Unusual places to die (Go! Discs)
- 1990: Sweet deceit (Island)
- 1993: Lagoon Blues (Marina)
- 1995: Sunpowder (Marina)
- 1997: Kelvingrove Baby (Marina)
- 1999: Pandemonia (Wrasse Records)
- 2001: Desire Regained (Wrasse Records)